# عبد الحق حقي الأعظمي
عبد الحق حقّي عبد الله الأعظمي (1873 - 1924) عالم مسلم وشاعر وكاتب عراقي. ولد في الأعظمية ببغداد. تلمذ بنعمان خير الدين الآلوسي وأجيز منه. كان كثير الإتصال بعلماء الهند وعيّن أستاذاً في كلية عليكرة ورافق رشيد رضا وترجم خطبه ومحاضراته ووضع رسالة في رحلته إلى الهند طبعت في 1912 بعنوان الكهف والرقيم في ملخص رحلة المصلح العظيم والمجدد الحكميم. ثم زار مكة ونزل في ضيافة الشريف حسين. توفي بعد أداء الحج في مكة. له أعجب العجب من أحوال العرب، وديوان شعر.

## سيرته
ولد عبد الحق حقي بن عبد الله بن عثمان الأعظمي في الأعظمية من أحياء بغداد سنة 1290 هـ/ 1873 م. تعلم القرآن في الكتّاب، وتنقل في صباه بين حلقات العلم في جامع الإمام الأعظم، وواصل دروسه على نعمان خير الدين الآلوسي حتى تخرج عليه، ثم قصد الهند واتصل بعلمائها، ثم سافر إلى مصر والتقى شيوخ الأزهر، فأجازوه. عاد إلى الهند فعُيّن أستاذًا للغة العربية في كلية عليكرة عام 1908، وهناك التقى بالشيخ محمد رشيد رضا 1908 ورافقه مترجمًا لخطبه ومحاضراته، ووضع رسالة في رحلته إلى الهند، ثم عاد إلى بغداد بعد الحرب العالمية الأولى. ترجم بعض قصائد محمد إقبال إلى العربية.
توفي في مكة بعد أداء الحج سنة 1343 هـ/ 1924 م.

## شعره
ذكره عبد العزيز البابطين في معجمه وقال "المطولة الشعرية: «أعجب العجب» نداء واستنهاض، لأمة العرب بأن تعي مطالب دينها، وأن تعرف تاريخها، وأن تدرك الخطر الذي يتهدد واقعها ومستقبلها. هذه المحاور هي التي تقود خُطا المنظومة، وتمنحها خطابيتها، والطابع «التوبيخي» الذي يغلف وجه النصح فيها، قال مصطفى صادق الرافعي عنها: «هذا قريض من الشعر في هذه الرسالة نفثته الغيرة الإسلامية، والأريحية العربية على لسان قائله الفاضل، فثار به ثوران البركان، واندفع اندفاع الزلازل يهز الشرق الإسلامي من الأركان»."

## مؤلفاته
- أعجب العجب في أحوال العرب، مطولة شعرية، نشرت في القاهرة عام 1922
- العرب والعربية بهما صلاح الأمة الإسلامية وجميع الأمم البشرية، 1912[6]
- الكهف والرقيم في ملخص رحلة المصلح العظيم والمجدد الحكيم، رسالة وهي عن رحلة محمد رشيد رضا للهند، طبعت في الهند 1912